# Mécanisme de see-saw
Le mécanisme de see-saw, mécanisme de la balancoire ou mécanisme à bascule, en théorie quantique des champs, permet de générer de très petits nombres à partir de nombres « raisonnables » et de grands nombres.

## Description
Ce mécanisme apparaît notamment dans les théories de grande unification, et en particulier pour expliquer les masses des neutrinos et leur oscillation. Ce modèle produit un neutrino léger, pour chacune des trois saveurs de neutrinos connues, et un neutrino stérile, très lourd et encore non découvert.
Mathématiquement, le mécanisme de see-saw correspond au fait que la matrice 2×2 définie comme :
{\displaystyle A={\begin{pmatrix}0&M\\M&B\end{pmatrix}}{\text{,}}}
où B est beaucoup plus grand que M, possède les valeurs propres suivantes :
{\displaystyle \lambda _{\pm }={\frac {B\pm {\sqrt {B^{2}+4M^{2}}}}{2}}{\text{.}}}
La valeur propre la plus grande est approximativement égale à B tandis que la plus petite valeur propre est à peu près égale à 
{\displaystyle \lambda _{-}\approx -{\frac {M^{2}}{B}}{\text{.}}}
Par conséquent, M est la moyenne géométrique de B et {\displaystyle \lambda _{-}}, au signe près. En d'autres termes, le déterminant est égal à {\displaystyle \lambda _{+}\lambda _{-}=-M^{2}}. Si l'une des valeurs propres augmente, l'autre diminue, et vice versa, d'où le nom see-saw (« bascule »).
Ce mécanisme permet d'expliquer la faible masse des neutrinos. La matrice A correspond à la matrice de masse pour les neutrinos droits. B, la masse de Majorana, est comparable à l'échelle de grande unification, et M, la masse de Dirac, est de l'ordre de l'échelle électrofaible. La plus petite valeur propre correspond donc à une masse très faible, de l'ordre de l'électronvolt, ainsi que le suggèrent les expériences. Un tel accord peut être interprété comme une confirmation qualitative des prédictions des théories de grande unification.